# Élections présidentielles sous la Cinquième République en Dordogne
Depuis l'adoption de la Constitution de la Cinquième République française en 1958, dix élections présidentielles ont eu lieu afin d'élire le président de la République. Cette page présente les résultats de ces élections en Dordogne.

## Synthèse des résultats du second tour
La Dordogne vote traditionnellement plus à gauche que la France. Elle a en particulier placé François Mitterrand et Ségolène Royal en tête au second tour lors des élections de 1965 et 2007. En 2012, François Hollande obtient 7,5 points de plus qu'au niveau national. En 2017, Emmanuel Macron obtient deux points de moins qu'au niveau national.
| année | Répartition des exprimés | Répartition des exprimés | Participation (% des inscrits) | Blancs ou nuls (% des votants) |

| 2022 | Emmanuel Macron (51,50 %) (France : 58,55 %) | Marine Le Pen (48,50 %) (France : 41,45 %) | 77,18 % (France : 71,99 %) | 9,32 % (France : 6,28 %) |

| 2017 | Emmanuel Macron (64,27 %) (France : 66,10 %) | Marine Le Pen (35,73 %) (France : 33,90 %) | 79,05 % (France : 77,77 %) | 2,48 % (France : 2,47 %) |

| 2012 | François Hollande (59,14 %) (France : 51,64 %) | Nicolas Sarkozy (40,86 %) (France : 48,36 %) | 84,84 % (France : 80,35 %) | 2,2 % (France : 5,82 %) |

| 2007 | Nicolas Sarkozy (46,62 %) (France : 53,06 %) | Ségolène Royal (53,38 %) (France : 46,94 %) | 88,32 % (France : 83,97 %) | 1,67 % (France : 4,20 %) |

| 2002 | Jacques Chirac (85,7 %) (France : 82,21 %) | J.-M. Le Pen (14,3 %) (France : 17,79 %) | 76,27 % (France : 79,71 %) | 4,65 % (France : 3,38 %) |

| 1995 | Jacques Chirac (50,02 %) (France : 52,64 %) | Lionel Jospin (49,98 %) (France : 47,36 %) | 83,09 % (France : 78,38 %) | 3,62 % (France : 2,81 %) |

| 1988 | François Mitterrand (56,62 %) (France : 54,02 %) | Jacques Chirac (43,38 %) (France : 45,98 % %) | 85,35 % (France : 81,35 %) | 2,41 % (France : 2,00 %) |

| 1981 | François Mitterrand (57,89 %) (France : 51,76 %) | Valéry Giscard d'Estaing (42,11 %) (France : 48,24 %) | 84,73 % (France : 81,09 %) | 1,68 % (France : 1,62 %) |

| 1974 | Valéry Giscard d'Estaing (44,48 %) (France : 50,81 %) | François Mitterrand (55,52 %) (France : 49,19 %) | 87,37 % (France : 84,23 %) | 1,14 % (France : 0,92 %) |

| 1969 | Georges Pompidou (52,7 %) (France : 58,21 %) | Alain Poher (47,3 %) (France : 41,79 %) | 80,88 % (France : 77,59 %) | 1,52 % (France : 1,29 %) |

| 1965 | Charles de Gaulle (46,93 %) (France : 55,20 %) | François Mitterrand (53,07 %) (France : 44,80 %) | 85,57 % (France : 84,75 %) | 1,15 % (France : 1,01 %) |

|  | ▲ |

## Résultats détaillés par scrutin

### 2022
Arrivé en tête du premier tour, le président sortant Emmanuel Macron (27,85 %) affronte Marine Le Pen (23,15 %), un duel identique à celui du scrutin de 2017. C'est la deuxième fois qu'un second tour opposant les mêmes candidats à deux scrutins présidentiels consécutifs a lieu après ceux où se sont affrontés Valéry Giscard d'Estaing et François Mitterrand en 1974 et 1981.
En troisième position avec 21,95 % des voix, Jean-Luc Mélenchon réalise le score le plus élevé de ses trois candidatures et arrive largement en tête de la gauche, mais échoue à accéder au second tour, avec environ 400 000 voix de moins que Marine Le Pen.
Une nouvelle fois, les partis politiques traditionnels sont absents du second tour, dans des proportions encore plus importantes que lors de la précédente élection. Le Parti socialiste et Les Républicains, représentés respectivement par Anne Hidalgo et Valérie Pécresse, s'effondrent avec des scores historiquement faibles et n'atteignent pas le seuil des 5 %, condition permettant d'être remboursé des frais de campagne.
Pour la première fois, les candidatures classées à l'extrême droite dépassent le seuil de 30 % des suffrages exprimés au premier tour tandis que les sondages d'opinion laissent annoncer un duel serré face au président sortant, la possibilité d'une victoire pour Marine Le Pen étant pour la première fois envisagée par ceux-ci.
Le second tour voit Emmanuel Macron l'emporter par 58,55 % des suffrages exprimés, permettant ainsi au président sortant d'entamer un second mandat. Le septennat ayant été aboli en 2000, il devient ainsi le premier président de la République française à être réélu pour un deuxième quinquennat, le deuxième président de la Cinquième République réélu hors période de cohabitation et le quatrième président de la Cinquième République réélu.
En Dordogne, Marine Le Pen  arrive en tête du premier tour avec 25,68 % des exprimés, suivie de Emmanuel Macron (23,74 %),Jean-Luc Mélenchon  (20,30 %) et Jean Lassalle (6,43 %). Au second tour, les électeurs ont voté à 51,50 % pour Emmanuel Macron contre 48,50 % pour Marine Le Pen avec un taux de participation de 77,18 % des inscrits.
| Candidats                | Candidats                | Partis                   | Premier tour | Premier tour | Second tour | Second tour |
| Candidats                | Candidats                | Partis                   | Voix         | %            | Voix        | %           |
| ------------------------ | ------------------------ | ------------------------ | ------------ | ------------ | ----------- | ----------- |
|                          | Marine Le Pen            | RN                       | 63 327       | 25,68        | 104 687     | 48,50       |
|                          | Emmanuel Macron          | LREM                     | 58 532       | 23,74        | 111 182     | 51,50       |
|                          | Jean-Luc Mélenchon       | LFI                      | 50 054       | 20,30        |             |             |
|                          | Jean Lassalle            | RES                      | 15 850       | 6,43         |             |             |
|                          | Éric Zemmour             | REC                      | 15 800       | 6,41         |             |             |
|                          | Valérie Pécresse         | LR                       | 11 280       | 4,58         |             |             |
|                          | Fabien Roussel           | PCF                      | 8 855        | 3,59         |             |             |
|                          | Yannick Jadot            | EELV                     | 8 563        | 3,47         |             |             |
|                          | Nicolas Dupont-Aignan    | DLF                      | 5 416        | 2,20         |             |             |
|                          | Anne Hidalgo             | PS                       | 5 362        | 2,17         |             |             |
|                          | Philippe Poutou          | NPA                      | 2 223        | 0,90         |             |             |
|                          | Nathalie Arthaud         | LO                       | 1 294        | 0,52         |             |             |
|                          |                          |                          |              |              |             |             |
| Votes valides            | Votes valides            | Votes valides            | 246 556      | 97,33        | 215 869     | 87,92       |
| Votes blancs             | Votes blancs             | Votes blancs             | 3 636        | 1,44         | 18 941      | 7,71        |
| Votes nuls               | Votes nuls               | Votes nuls               | 3 120        | 1,23         | 10 713      | 4,36        |
| Total                    | Total                    | Total                    | 253 312      | 100          | 245 523     | 100         |
| Abstention               | Abstention               | Abstention               | 64 856       | 20,38        | 72 606      | 22,82       |
| Inscrits / participation | Inscrits / participation | Inscrits / participation | 318 168      | 79,62        | 318 129     | 77,18       |

### 2017
Le premier tour de l'élection présidentielle de 2017 voit s'affronter onze candidats. Emmanuel Macron arrive en tête devant Marine Le Pen et tous deux se qualifient pour le second tour. Néanmoins, avec François Fillon et Jean-Luc Mélenchon, les scores des quatre candidats ayant recueilli le plus de voix sont serrés (4,43 points entre le 1er et le 4e). Pour la première fois, aucun des candidats des deux partis politiques pourvoyeurs jusque-là des présidents de la Ve République, n'est présent au second tour. Celui-ci se tient le dimanche 7 mai et se solde par la victoire d'Emmanuel Macron, avec un total de 20 753 798 bulletins de vote en sa faveur, soit 66,10 % des suffrages exprimés, face à la candidate du Front national, qui recueille 33,90 %. Le scrutin est néanmoins marqué par une forte abstention et par un record de votes blancs ou nuls. 
En Dordogne, Jean-Luc Mélenchon arrive en tête du premier tour avec 22,97 % des exprimés, suivi de Emmanuel Macron (22,49 %), Marine Le Pen (20,93 %), François Fillon (17,09 %) et Benoît Hamon (6,35 %). Au second tour, les électeurs ont voté à 64,27 % pour Emmanuel Macron contre 35,73 % pour Marine Le Pen avec un taux de participation de 79,05 % des inscrits.
|             | LFi         | Jean-Luc Mélenchon    | 57 132  | 22,97 %    |         |            |  |  |
|             | EM          | Emmanuel Macron       | 55 945  | 22,49 %    | 135 533 | 64,27 %    |  |  |
|             | FN          | Marine Le Pen         | 52 044  | 20,93 %    | 75 335  | 35,73 %    |  |  |
|             | LR          | François Fillon       | 42 510  | 17,09 %    |         |            |  |  |
|             | PS          | Benoît Hamon          | 15 783  | 6,35 %     |         |            |  |  |
|             | DlF         | Nicolas Dupont-Aignan | 11 424  | 4,59 %     |         |            |  |  |
|             | RES         | Jean Lassalle         | 6 050   | 2,43 %     |         |            |  |  |
|             | NPA         | Philippe Poutou       | 3 578   | 1,44 %     |         |            |  |  |
|             | UPR         | François Asselineau   | 2 128   | 0,86 %     |         |            |  |  |
|             | LO          | Nathalie Arthaud      | 1 626   | 0,65 %     |         |            |  |  |
|             | SeP         | Jacques Cheminade     | 490     | 0,2 %      |         |            |  |  |
|             |             |                       |         |            |         |            |  |  |
|             |             |                       | Nombre  | % inscrits | Nombre  | % inscrits |  |  |
| Inscrits    | Inscrits    | Inscrits              | 314 020 |            | 313 901 |            |  |  |
| Abstentions | Abstentions | Abstentions           | 57 520  | 18,32 %    | 65 757  | 20,95 %    |  |  |
| Votants     | Votants     | Votants               | 256 500 | 81,68 %    | 248 144 | 79,05 %    |  |  |
|             |             |                       |         |            |         |            |  |  |
|             |             |                       |         | % votants  |         | % votants  |  |  |
| Blancs      | Blancs      | Blancs                | 5 047   | 1,61 %     | 25 155  | 8,01 %     |  |  |
| Nuls        | Nuls        | Nuls                  | 2 743   | 0,87 %     | 12 121  | 3,86 %     |  |  |
| Exprimés    | Exprimés    | Exprimés              | 248 710 | 79,2 %     | 210 868 | 67,18 %    |  |  |

### 2012
Hollande, désigné par le PS à la suite d'une primaire ouverte, devance Sarkozy dès le premier tour de l'élection présidentielle de 2012 : c'est la première fois qu'un président sortant est ainsi devancé. Au second tour, Sarkozy est battu mais par un écart plus faible qu'attendu.
En Dordogne, François Hollande arrive en tête du premier tour avec 32,09 % des exprimés, suivi de Nicolas Sarkozy (22,93 %), Marine Le Pen (17,01 %), Jean-Luc Mélenchon (13,71 %) et François Bayrou (8,07 %). Au second tour, les électeurs ont voté à 59,14 % pour François Hollande contre 40,86 % pour Nicolas Sarkozy avec un taux de participation de 85,91 % des inscrits.
|                | PS             | François Hollande     | 83 050  | 32,09 %    | 148 011 | 59,14 %    |  |  |
|                | UMP            | Nicolas Sarkozy       | 59 347  | 22,93 %    | 102 280 | 40,86 %    |  |  |
|                | FN             | Marine Le Pen         | 44 035  | 17,01 %    |         |            |  |  |
|                | FG             | Jean-Luc Mélenchon    | 35 489  | 13,71 %    |         |            |  |  |
|                | MoDem          | François Bayrou       | 20 898  | 8,07 %     |         |            |  |  |
|                | EELV           | Éva Joly              | 5 525   | 2,13 %     |         |            |  |  |
|                | DLF            | Nicolas Dupont-Aignan | 4 847   | 1,87 %     |         |            |  |  |
|                | NPA            | Philippe Poutou       | 3 533   | 1,37 %     |         |            |  |  |
|                | LO             | Nathalie Arthaud      | 1 480   | 0,57 %     |         |            |  |  |
|                | S&P            | Jacques Cheminade     | 610     | 0,24 %     |         |            |  |  |
|                |                |                       |         |            |         |            |  |  |
|                |                |                       | Nombre  | % inscrits | Nombre  | % inscrits |  |  |
| Inscrits       | Inscrits       | Inscrits              | 311 933 |            | 311 783 |            |  |  |
| Abstentions    | Abstentions    | Abstentions           | 47 286  | 15,16 %    | 43 928  | 14,09 %    |  |  |
| Votants        | Votants        | Votants               | 264 647 | 84,84 %    | 267 855 | 85,91 %    |  |  |
|                |                |                       |         |            |         |            |  |  |
|                |                |                       |         | % votants  |         | % votants  |  |  |
| Blancs ou nuls | Blancs ou nuls | Blancs ou nuls        | 5 833   | 2,2 %      | 17 564  | 6,56 %     |  |  |
| Exprimés       | Exprimés       | Exprimés              | 258 814 | 97,8 %     | 250 291 | 97,8 %     |  |  |

### 2007
Au premier tour de l'élection présidentielle de 2007, Sarkozy réussit à capter une partie des voix de Le Pen et arrive largement en tête. Royal est la première femme qualifiée pour le second tour d'une élection présidentielle. Elle est battue avec une avance de 6 points.
En Dordogne, Ségolène Royal arrive en tête du premier tour avec 29,81 % des exprimés, suivie de Nicolas Sarkozy (26,91 %), François Bayrou (17,46 %), Jean-Marie Le Pen (9,48 %) et Olivier Besancenot (4,31 %). Au second tour, les électeurs ont voté à 46,62 % pour Nicolas Sarkozy contre 53,38 % pour Ségolène Royal avec un taux de participation de 88,59 % des inscrits.
|                | PS             | Ségolène Royal       | 80 031  | 29,81 %    | 139 604 | 53,38 %    |  |  |
|                | UMP            | Nicolas Sarkozy      | 72 248  | 26,91 %    | 121 947 | 46,62 %    |  |  |
|                | UDF            | François Bayrou      | 46 876  | 17,46 %    |         |            |  |  |
|                | FN             | Jean-Marie Le Pen    | 25 436  | 9,48 %     |         |            |  |  |
|                | LCR            | Olivier Besancenot   | 11 579  | 4,31 %     |         |            |  |  |
|                | GPA            | Marie-George Buffet  | 8 899   | 3,32 %     |         |            |  |  |
|                | MPF            | Philippe de Villiers | 6 002   | 2,24 %     |         |            |  |  |
|                | SE             | José Bové            | 4 630   | 1,72 %     |         |            |  |  |
|                | CPNT           | Frédéric Nihous      | 4 566   | 1,7 %      |         |            |  |  |
|                | Les Verts      | Dominique Voynet     | 3 609   | 1,34 %     |         |            |  |  |
|                | LO             | Arlette Laguiller    | 3 283   | 1,22 %     |         |            |  |  |
|                | CNRSP          | Gérard Schivardi     | 1 279   | 0,48 %     |         |            |  |  |
|                |                |                      |         |            |         |            |  |  |
|                |                |                      | Nombre  | % inscrits | Nombre  | % inscrits |  |  |
| Inscrits       | Inscrits       | Inscrits             | 309 106 |            | 309 001 |            |  |  |
| Abstentions    | Abstentions    | Abstentions          | 36 115  | 11,68 %    | 35 252  | 11,41 %    |  |  |
| Votants        | Votants        | Votants              | 272 991 | 88,32 %    | 273 749 | 88,59 %    |  |  |
|                |                |                      |         |            |         |            |  |  |
|                |                |                      |         | % votants  |         | % votants  |  |  |
| Blancs ou nuls | Blancs ou nuls | Blancs ou nuls       | 4 553   | 1,67 %     | 12 198  | 4,46 %     |  |  |
| Exprimés       | Exprimés       | Exprimés             | 268 438 | 98,33 %    | 261 551 | 95,54 %    |  |  |

### 2002
Après cinq années de cohabitation, un duel est attendu entre Chirac et le Premier ministre Jospin lors de l'élection présidentielle de 2002, mais, à la surprise générale, ce dernier est devancé par Le Pen au premier tour. Au second tour, Chirac bénéficie du ralliement de la gauche et reçoit un score sans précédent. Il s'agit de la première élection pour un mandat de cinq ans et non plus sept.
En Dordogne, Jacques  Chirac arrive en tête du premier tour avec 21,65 % des exprimés, suivi de Lionel  Jospin (17,43 %), Jean-Marie  Le Pen (12,22 %), Jean  Saint-Josse (7,8 %) et Robert  Hue (6,22 %). Au second tour, les électeurs ont voté à 85,7 % pour Jacques  Chirac contre 14,3 % pour Jean-Marie  Le Pen avec un taux de participation de 84,71 % des inscrits.
|                | RPR            | Jacques Chirac          | 47 864  | 21,65 %    | 204 993 | 85,7 %     |  |  |
|                | PS             | Lionel Jospin           | 38 526  | 17,43 %    |         |            |  |  |
|                | FN             | Jean-Marie Le Pen       | 27 014  | 12,22 %    | 34 215  | 14,3 %     |  |  |
|                | CPNT           | Jean Saint-Josse        | 17 245  | 7,8 %      |         |            |  |  |
|                | PC             | Robert Hue              | 13 750  | 6,22 %     |         |            |  |  |
|                | LO             | Arlette Laguiller       | 12 494  | 5,65 %     |         |            |  |  |
|                | UDF            | François Bayrou         | 11 412  | 5,16 %     |         |            |  |  |
|                | LCR            | Olivier Besancenot      | 11 407  | 5,16 %     |         |            |  |  |
|                | Les Verts      | Noël Mamère             | 10 228  | 4,63 %     |         |            |  |  |
|                | MC             | Jean-Pierre Chevènement | 9 862   | 4,46 %     |         |            |  |  |
|                | DL             | Alain Madelin           | 6 233   | 2,82 %     |         |            |  |  |
|                | MNR            | Bruno Mégret            | 4 573   | 2,07 %     |         |            |  |  |
|                | PRG            | Christiane Taubira      | 3 851   | 1,74 %     |         |            |  |  |
|                | Cap21          | Corinne Lepage          | 3 649   | 1,65 %     |         |            |  |  |
|                | FRS            | Christine Boutin        | 1 895   | 0,86 %     |         |            |  |  |
|                | PT             | Daniel Gluckstein       | 1 060   | 0,48 %     |         |            |  |  |
|                |                |                         |         |            |         |            |  |  |
|                |                |                         | Nombre  | % inscrits | Nombre  | % inscrits |  |  |
| Inscrits       | Inscrits       | Inscrits                | 303 991 |            | 303 848 |            |  |  |
| Abstentions    | Abstentions    | Abstentions             | 72 146  | 23,73 %    | 46 452  | 15,29 %    |  |  |
| Votants        | Votants        | Votants                 | 231 845 | 76,27 %    | 257 396 | 84,71 %    |  |  |
|                |                |                         |         |            |         |            |  |  |
|                |                |                         |         | % votants  |         | % votants  |  |  |
| Blancs ou nuls | Blancs ou nuls | Blancs ou nuls          | 10 782  | 4,65 %     | 18 188  | 7,07 %     |  |  |
| Exprimés       | Exprimés       | Exprimés                | 221 063 | 95,35 %    | 239 208 | 92,93 %    |  |  |

### 1995
Après une nouvelle cohabitation et alors que la droite est particulièrement divisée entre Chirac et le Premier ministre Balladur, Jospin réussit à arriver en tête au premier tour de l'élection présidentielle de 1995, malgré la très lourde défaite de la gauche aux législatives de 1993. Au second tour, il est battu par Chirac.
En Dordogne, Jacques Chirac arrive en tête du premier tour avec 25,42 % des exprimés, suivi de Lionel Jospin (25,05 %), Robert Hue (14,15 %), Édouard Balladur (13,88 %) et Jean-Marie Le Pen (8,76 %). Au second tour, les électeurs ont voté à 50,02 % pour Jacques Chirac contre 49,98 % pour Lionel Jospin avec un taux de participation de 85,69 % des inscrits.
|                | RPR            | Jacques Chirac       | 61 708  | 25,42 %    | 122 461 | 50,02 %    |  |  |
|                | PS             | Lionel Jospin        | 60 811  | 25,05 %    | 122 383 | 49,98 %    |  |  |
|                | PC             | Robert Hue           | 34 353  | 14,15 %    |         |            |  |  |
|                | RPR            | Édouard Balladur     | 33 680  | 13,88 %    |         |            |  |  |
|                | FN             | Jean-Marie Le Pen    | 21 268  | 8,76 %     |         |            |  |  |
|                | MPF            | Philippe de Villiers | 12 352  | 5,09 %     |         |            |  |  |
|                | LO             | Arlette Laguiller    | 10 620  | 4,38 %     |         |            |  |  |
|                | Les Verts      | Dominique Voynet     | 7 213   | 2,97 %     |         |            |  |  |
|                | S&P            | Jacques Cheminade    | 719     | 0,3 %      |         |            |  |  |
|                |                |                      |         |            |         |            |  |  |
|                |                |                      | Nombre  | % inscrits | Nombre  | % inscrits |  |  |
| Inscrits       | Inscrits       | Inscrits             | 303 089 |            | 302 869 |            |  |  |
| Abstentions    | Abstentions    | Abstentions          | 51 250  | 16,91 %    | 43 335  | 14,31 %    |  |  |
| Votants        | Votants        | Votants              | 251 839 | 83,09 %    | 259 534 | 85,69 %    |  |  |
|                |                |                      |         |            |         |            |  |  |
|                |                |                      |         | % votants  |         | % votants  |  |  |
| Blancs ou nuls | Blancs ou nuls | Blancs ou nuls       | 9 115   | 3,62 %     | 14 690  | 5,66 %     |  |  |
| Exprimés       | Exprimés       | Exprimés             | 242 724 | 96,38 %    | 244 844 | 94,34 %    |  |  |

### 1988
Après deux ans de cohabitation, Mitterrand affronte le Premier ministre Chirac lors de l'élection présidentielle de 1988. Le Pen obtient au premier tour un score jusque-là sans précédent pour un parti d'extrême droite. Au second tour, Mitterrand est facilement réélu.
En Dordogne, François Mitterrand arrive en tête du premier tour avec 34,84 % des exprimés, suivi de Jacques Chirac (23,77 %), Raymond Barre (12,09 %), André Lajoinie (11,34 %) et Jean-Marie Le Pen (9,81 %). Au second tour, les électeurs ont voté à 56,62 % pour François Mitterrand contre 43,38 % pour Jacques Chirac avec un taux de participation de 88,58 % des inscrits.
|                | PS                    | François Mitterrand | 87 646  | 34,84 %    | 146 156 | 56,62 %    |  |  |
|                | RPR                   | Jacques Chirac      | 59 791  | 23,77 %    | 111 982 | 43,38 %    |  |  |
|                | SE                    | Raymond Barre       | 30 419  | 12,09 %    |         |            |  |  |
|                | PC                    | André Lajoinie      | 28 529  | 11,34 %    |         |            |  |  |
|                | FN                    | Jean-Marie Le Pen   | 24 682  | 9,81 %     |         |            |  |  |
|                | Les Verts             | Antoine Waechter    | 8 087   | 3,21 %     |         |            |  |  |
|                | Communiste rénovateur | Pierre Juquin       | 6 979   | 2,77 %     |         |            |  |  |
|                | LO                    | Arlette Laguiller   | 4 581   | 1,82 %     |         |            |  |  |
|                | MPT                   | Pierre Boussel      | 843     | 0,34 %     |         |            |  |  |
|                |                       |                     |         |            |         |            |  |  |
|                |                       |                     | Nombre  | % inscrits | Nombre  | % inscrits |  |  |
| Inscrits       | Inscrits              | Inscrits            | 302 007 |            | 301 880 |            |  |  |
| Abstentions    | Abstentions           | Abstentions         | 44 233  | 14,65 %    | 34 476  | 11,42 %    |  |  |
| Votants        | Votants               | Votants             | 257 774 | 85,35 %    | 267 404 | 88,58 %    |  |  |
|                |                       |                     |         |            |         |            |  |  |
|                |                       |                     |         | % votants  |         | % votants  |  |  |
| Blancs ou nuls | Blancs ou nuls        | Blancs ou nuls      | 6 217   | 2,41 %     | 9 266   | 3,47 %     |  |  |
| Exprimés       | Exprimés              | Exprimés            | 251 557 | 97,59 %    | 258 138 | 96,53 %    |  |  |

### 1981
Lors de l'élection présidentielle de 1981, Giscard d'Estaing arrive en tête au premier tour et affronte, comme la fois précédente, Mitterrand. Pour la première fois, un président sortant est battu : Mitterrand devient le premier président de gauche de la Ve République.
En Dordogne, François Mitterrand arrive en tête du premier tour avec 26,09 % des exprimés, suivi de Jacques Chirac (21,65 %), Valéry Giscard d'Estaing (20,87 %), Georges Marchais (20,45 %) et Brice Lalonde (2,87 %). Au second tour, les électeurs ont voté à 55,52 % pour François Mitterrand contre 42,11 % pour Valéry Giscard d'Estaing avec un taux de participation de 89,11 % des inscrits.
|                | PS             | François Mitterrand      | 63 830  | 26,09 %    | 146 464 | 57,89 %    |  |  |
|                | RPR            | Jacques Chirac           | 52 966  | 21,65 %    |         |            |  |  |
|                | UDF            | Valéry Giscard d'Estaing | 51 049  | 20,87 %    | 106 525 | 42,11 %    |  |  |
|                | PC             | Georges Marchais         | 50 028  | 20,45 %    |         |            |  |  |
|                | MEP            | Brice Lalonde            | 7 027   | 2,87 %     |         |            |  |  |
|                | LO             | Arlette Laguiller        | 5 690   | 2,33 %     |         |            |  |  |
|                | MRG            | Michel Crépeau           | 5 527   | 2,26 %     |         |            |  |  |
|                | Divers droite  | Michel Debré             | 3 735   | 1,53 %     |         |            |  |  |
|                | Divers droite  | Marie-France Garaud      | 2 684   | 1,1 %      |         |            |  |  |
|                | PSU            | Huguette Bouchardeau     | 2 126   | 0,87 %     |         |            |  |  |
|                |                |                          |         |            |         |            |  |  |
|                |                |                          | Nombre  | % inscrits | Nombre  | % inscrits |  |  |
| Inscrits       | Inscrits       | Inscrits                 | 293 703 |            | 293 596 |            |  |  |
| Abstentions    | Abstentions    | Abstentions              | 44 855  | 15,27 %    | 31 962  | 10,89 %    |  |  |
| Votants        | Votants        | Votants                  | 248 848 | 84,73 %    | 261 634 | 89,11 %    |  |  |
|                |                |                          |         |            |         |            |  |  |
|                |                |                          |         | % votants  |         | % votants  |  |  |
| Blancs ou nuls | Blancs ou nuls | Blancs ou nuls           | 4 186   | 1,68 %     | 8 645   | 3,3 %      |  |  |
| Exprimés       | Exprimés       | Exprimés                 | 244 662 | 98,32 %    | 252 989 | 96,7 %     |  |  |

### 1974
L'élection présidentielle de 1974 est une élection anticipée à la suite de la mort de Pompidou. Mitterrand, candidat unique de la gauche, est largement en tête au premier tour devant Giscard d'Estaing, qui distance lui-même Chaban-Delmas. Au terme d'une campagne animée, marquée par un débat télévisé tendu, Giscard d'Estaing l'emporte avec une très courte avance.
En Dordogne, François Mitterrand arrive en tête du premier tour avec 47,68 % des exprimés, suivi de Jacques Chaban-Delmas (25,15 %), Valéry Giscard d'Estaing (19,65 %), Arlette Laguiller (2,82 %) et Jean Royer (2,06 %). Au second tour, les électeurs ont voté à 55,52 % pour François Mitterrand contre 44,48 % pour Valéry Giscard d'Estaing avec un taux de participation de 90,38 % des inscrits.
|                | PS             | François Mitterrand       | 107 082 | 47,68 %    | 128 249 | 55,52 %    |  |  |
|                | UDR            | Jacques Chaban-Delmas     | 56 496  | 25,15 %    |         |            |  |  |
|                | RI             | Valéry Giscard d'Estaing' | 44 140  | 19,65 %    | 102 754 | 44,48 %    |  |  |
|                | LO             | Arlette Laguiller         | 6 333   | 2,82 %     |         |            |  |  |
|                | SE             | Jean Royer                | 4 638   | 2,06 %     |         |            |  |  |
|                | SE, écologiste | René Dumont               | 1 706   | 0,76 %     |         |            |  |  |
|                | FN             | Jean-Marie Le Pen         | 1 674   | 0,75 %     |         |            |  |  |
|                | MDSF           | Émile Muller              | 958     | 0,43 %     |         |            |  |  |
|                | FCR            | Alain Krivine             | 741     | 0,33 %     |         |            |  |  |
|                | NAR            | Bertrand Renouvin         | 400     | 0,18 %     |         |            |  |  |
|                | MFE            | Jean-Claude Sebag         | 330     | 0,15 %     |         |            |  |  |
|                |                |                           |         |            |         |            |  |  |
|                |                |                           | Nombre  | % inscrits | Nombre  | % inscrits |  |  |
| Inscrits       | Inscrits       | Inscrits                  | 260 049 |            | 259 899 |            |  |  |
| Abstentions    | Abstentions    | Abstentions               | 32 847  | 12,63 %    | 25 010  | 9,62 %     |  |  |
| Votants        | Votants        | Votants                   | 227 202 | 87,37 %    | 234 889 | 90,38 %    |  |  |
|                |                |                           |         |            |         |            |  |  |
|                |                |                           |         | % votants  |         | % votants  |  |  |
| Blancs ou nuls | Blancs ou nuls | Blancs ou nuls            | 2 597   | 1,14 %     | 3 886   | 1,65 %     |  |  |
| Exprimés       | Exprimés       | Exprimés                  | 224 605 | 98,86 %    | 231 003 | 98,35 %    |  |  |

### 1969
L'élection présidentielle de 1969 est une élection anticipée à la suite de la démission de De Gaulle. La gauche se lance désunie dans la course et, bien que Duclos (PCF) manque de le devancer, c'est le président par intérim Poher qui accède au second tour face à l'ex-Premier ministre Pompidou. Alors que Duclos refuse d'appeler à voter au second tour pour « bonnet blanc ou blanc bonnet », Pompidou est finalement largement élu.
En Dordogne, Georges Pompidou arrive en tête du premier tour avec 39,76 % des exprimés, suivi de Jacques Duclos (25,85 %), Alain Poher (25,03 %), Gaston Defferre (4,57 %) et Michel Rocard (2,71 %). Au second tour, les électeurs ont voté à 52,7 % pour Georges Pompidou contre 47,3 % pour Alain Poher avec un taux de participation de 76,15 % des inscrits.
|                | UDR            | Georges Pompidou | 80 312  | 39,76 %    | 92 100  | 52,7 %     |  |  |
|                | PC             | Jacques Duclos   | 52 222  | 25,85 %    |         |            |  |  |
|                | CD             | Alain Poher      | 50 562  | 25,03 %    | 82 671  | 47,3 %     |  |  |
|                | SFIO           | Gaston Defferre  | 9 233   | 4,57 %     |         |            |  |  |
|                | PSU            | Michel Rocard    | 5 467   | 2,71 %     |         |            |  |  |
|                | SE             | Louis Ducatel    | 2 378   | 1,18 %     |         |            |  |  |
|                | LC             | Alain Krivine    | 1 811   | 0,9 %      |         |            |  |  |
|                |                |                  |         |            |         |            |  |  |
|                |                |                  | Nombre  | % inscrits | Nombre  | % inscrits |  |  |
| Inscrits       | Inscrits       | Inscrits         | 253 591 |            | 253 517 |            |  |  |
| Abstentions    | Abstentions    | Abstentions      | 48 485  | 19,12 %    | 60 471  | 23,85 %    |  |  |
| Votants        | Votants        | Votants          | 205 106 | 80,88 %    | 193 046 | 76,15 %    |  |  |
|                |                |                  |         |            |         |            |  |  |
|                |                |                  |         | % votants  |         | % votants  |  |  |
| Blancs ou nuls | Blancs ou nuls | Blancs ou nuls   | 3 121   | 1,52 %     | 18 275  | 9,47 %     |  |  |
| Exprimés       | Exprimés       | Exprimés         | 201 985 | 98,48 %    | 174 771 | 90,53 %    |  |  |

### 1965
L'élection présidentielle de 1965 est la première élection au suffrage universel direct à la suite du référendum d'octobre 1962. De Gaulle est mis en ballottage, à la surprise générale, par Mitterrand, candidat unique de la gauche. La campagne du second tour est axée sur l'Europe et les relations internationales ainsi que sur l'armement nucléaire. De Gaulle est finalement réélu avec une large avance.
En Dordogne, Charles de Gaulle arrive en tête du premier tour avec 40,07 % des exprimés, suivi de François Mitterrand (39,13 %), Jean Lecanuet (11,78 %), Jean-Louis Tixier-Vignancour (5,99 %) et Pierre Marcilhacy (2,03 %). Au second tour, les électeurs ont voté à 53,07 % pour François Mitterrand contre 46,93 % pour Charles de Gaulle avec un taux de participation de 86,15 % des inscrits.
|                | UNR            | Charles de Gaulle            | 85 780  | 40,07 %    | 100 108 | 46,93 %    |  |  |
|                | CIR            | François Mitterrand          | 83 771  | 39,13 %    | 113 186 | 53,07 %    |  |  |
|                | MRP            | Jean Lecanuet                | 25 223  | 11,78 %    |         |            |  |  |
|                | SE             | Jean-Louis Tixier-Vignancour | 12 826  | 5,99 %     |         |            |  |  |
|                | PLE            | Pierre Marcilhacy            | 4 345   | 2,03 %     |         |            |  |  |
|                | SE             | Marcel Barbu                 | 2 116   | 0,99 %     |         |            |  |  |
|                |                |                              |         |            |         |            |  |  |
|                |                |                              | Nombre  | % inscrits | Nombre  | % inscrits |  |  |
| Inscrits       | Inscrits       | Inscrits                     | 253 060 |            | 253 017 |            |  |  |
| Abstentions    | Abstentions    | Abstentions                  | 36 517  | 14,43 %    | 35 052  | 13,85 %    |  |  |
| Votants        | Votants        | Votants                      | 216 543 | 85,57 %    | 217 965 | 86,15 %    |  |  |
|                |                |                              |         |            |         |            |  |  |
|                |                |                              |         | % votants  |         | % votants  |  |  |
| Blancs ou nuls | Blancs ou nuls | Blancs ou nuls               | 2 482   | 1,15 %     | 4 671   | 2,14 %     |  |  |
| Exprimés       | Exprimés       | Exprimés                     | 214 061 | 98,85 %    | 213 294 | 97,86 %    |  |  |